# Nouvelle-Zélande aux Jeux olympiques d'été de 2008
La Nouvelle-Zélande participe aux Jeux olympiques d'été de 2008 à Pékin.

## Liste des médaillés néo-zélandais

### Médailles d'or
| Sport              | Discipline          | Sportifs                                        | Performance |
| Médailles d'or : 3 |                     |                                                 |             |
| Athlétisme         | Lancer du poids (F) | Valerie Vili                                    | 20,56 m     |
| Aviron             | Deux de couple (F)  | Georgina Evers-Swindell Caroline Evers-Swindell |             |
| Voile              | Planche à voile (H) | Tom Ashley                                      |             |

### Médailles d'argent
| Sport                  | Discipline                 | Sportifs        | Performance   |
| Médailles d'argent : 2 |                            |                 |               |
| Cyclisme sur piste     | Poursuite individuelle (H) | Hayden Roulston |               |
| Athlétisme             | 1 500 m (H)                | Nick Willis     | 3 min 34 s 16 |

### Médailles de bronze
| Sport                   | Discipline                | Sportifs                                           | Performance |
| Médailles de bronze : 4 |                           |                                                    |             |
| Aviron                  | Un de couple (H)          | Mahe Drysdale                                      |             |
| Aviron                  | Deux de pointe (H)        | Nathan Twaddle George Bridgewater                  |             |
| Cyclisme sur piste      | Poursuite per équipes (H) | Hayden Roulston Jesse Sergent Marc Ryan Sam Bewley |             |
| Triathlon               | Individuel (H)            | Bevan Docherty                                     |             |

## Engagés néo-zélandais

### Athlétisme
| Hommes - 200 mètres : James Dolphin - 1 500 mètres : Nick Willis - 5 000 mètres : Adrian Blincoe - Javelot : Stuart Farquhar | Femmes - 5 000 mètres : Kimberley Smith - 10 000 mètres : Kimberley Smith - Marathon : Liza Hunter-Galvan - Marathon : Nina Rillstone - Lancer du poids : Valerie Vili - Lancer du disque : Beatrice Faumuina - Heptathlon : Rebecca Wardell |

#### Hommes
| Épreuve           | Athlète         | Séries       | Séries | Quarts de finale | Quarts de finale | Demi-finales | Demi-finales | Finale      | Finale            |
| Épreuve           | Athlète         | Résultat     | Rang   | Résultat         | Rang             | Résultat     | Rang         | Résultat    | Rang              |
| ----------------- | --------------- | ------------ | ------ | ---------------- | ---------------- | ------------ | ------------ | ----------- | ----------------- |
| 200 mètres        | James Dolphin   | 20.98        | 6e     | -                | -                | -            | -            | -           | -                 |
| 800 mètres        | Nick Willis     | DNS          | /      | -                | -                | -            | -            | -           | -                 |
| 1 500 mètres      | Nick Willis     | 3 min 36.01  | 2e Q   | NC               | NC               | 3 min 37.54  | 5e Q         | 3 min 34.16 | Médaille d'argent |
| 5 000 mètres      | Adrian Blincoe  | 13 min 55.27 | 7e     | -                | -                | -            | -            | -           | -                 |
| Lancer du javelot | Stuart Farquhar | 76,14m       | 9e     | -                | -                | -            | -            | -           | -                 |

#### Femmes
| Épreuve          | Athlète            | Séries   | Séries | Quarts de finale | Quarts de finale | Demi-finales | Demi-finales | Finale       | Finale        |
| Épreuve          | Athlète            | Résultat | Rang   | Résultat         | Rang             | Résultat     | Rang         | Résultat     | Rang          |
| ---------------- | ------------------ | -------- | ------ | ---------------- | ---------------- | ------------ | ------------ | ------------ | ------------- |
| 10 000 mètres    | Kimberley Smith    | NC       | NC     | NC               | NC               | NC           | NC           | 30 min 51.00 | 9e            |
| Marathon         | Liza Hunter-Galvan | NC       | NC     | NC               | NC               | NC           | NC           | 2h 34 min 51 | 35e           |
| Marathon         | Nina Rillstone     | NC       | NC     | NC               | NC               | NC           | NC           | 2h 31 min 16 | 16e           |
| Lancer du poids  | Valerie Vili       | 19,73m   | 1er Q  | NC               | NC               | NC           | NC           | 20,56m       | Médaille d'or |
| Lancer du disque | Beatrice Faumuina  | 57,15m   | 12e    | -                | -                | -            | -            | -            | -             |
| Heptathlon       | Rebecca Wardell    | -        | -      | -                | -                | -            | -            | 5989pts      | 22e           |

### Aviron
| Hommes - Skiff : Mahe Drysdale - Deux de couple : Rob Waddell Nathan Cohen - Deux sans barreur :Nathan Twaddle George Bridgewater - Deux de couple poids légers : Storm Uru Peter Taylor | Femmes - Skiff : Emma Twigg - Deux de couple : Caroline Evers-Swindell Georgina Evers-Swindell - Deux sans barreur : Juliette Haigh Nicky Coles |

| Athlète(s)                              | Compétition                 | Série         | Série | Quart de finale | Quart de finale | Demi-finale   | Demi-finale | Finale                 | Finale             |
| Athlète(s)                              | Compétition                 | Temps         | Rang  | Temps           | Rang            | Temps         | Rang        | Temps                  | Rang               |
| --------------------------------------- | --------------------------- | ------------- | ----- | --------------- | --------------- | ------------- | ----------- | ---------------------- | ------------------ |
| Mahé Drysdale                           | Skiff                       | 7 min 29 s 80 | 1er   | 6 min 50 s 18   | 1er             | 7 min 05 s 57 | 3e          | Finale A 7 min 01 s 56 | Médaille de bronze |
| Rob Waddell                             | Deux de couple              | 6 min 24 s 32 | 1er   | NC              | NC              | 6 min 24 s 16 | 3e          | Finale A 6 min 30 s 79 | 4e                 |
| Nathan Cohen                            | Deux de couple              | 6 min 24 s 32 | 1er   | NC              | NC              | 6 min 24 s 16 | 3e          | Finale A 6 min 30 s 79 | 4e                 |
| Storm Uru                               | Deux de couple poids légers | 6 min 16 s 78 | 1er   | NC              | NC              | 6 min 30 s 53 | 4e          | -                      | -                  |
| Peter Taylor                            | Deux de couple poids légers | 6 min 16 s 78 | 1er   | NC              | NC              | 6 min 30 s 53 | 4e          | -                      | -                  |
| Nathan Twaddle                          | Deux sans barreur           | 6 min 41 s 65 | 1er   | NC              | NC              | 6 min 36 s 05 | 2e          | Finale A 6 min 44 s 19 | Médaille de bronze |
| George Bridgewater                      | Deux sans barreur           | 6 min 41 s 65 | 1er   | NC              | NC              | 6 min 36 s 05 | 2e          | Finale A 6 min 44 s 19 | Médaille de bronze |
| Meyer Dallinger Eric Murray Hamish Bond | Quatre sans barreur         | 6 min 00 s 73 | 2e    | NC              | NC              | 5 min 57 s 31 | 4e          | Finale B 6 min 06 s 30 | 1er                |

### Badminton

#### Hommes
[modifier | modifier le code]
| Épreuve      | Athlète       | 32éme de Finale | 16éme de Finale       | Huitième de Finale        | Quarts de finale | Demi-finales | Finale/ 3e place |
| Épreuve      | Athlète       | Résultats       | Résultat              | Résultat                  | Résultat         | Résultat     | Résultat         |
| ------------ | ------------- | --------------- | --------------------- | ------------------------- | ---------------- | ------------ | ---------------- |
| Simple       | John Moody    | NC              | Chen 0-2 (9/21-11/21) | -                         | -                | -            | -                |
| Double mixte | Craig Cooper  | -               | -                     | Lee/Lee 0-2 (12/21-11/21) | -                | -            | -                |
| Double mixte | Renee Flavell | -               | -                     | Lee/Lee 0-2 (12/21-11/21) | -                | -            | -                |

### Basket-ball
| Femmes - Suzannah Bates - Teresa Bodensteiner - Micaela Cocks - Jillian Harmon - Aneka Kerr - Angela Marino - Jessica McCormack - Kate McMeeken-Ruscoe - Charmian Purcell - Natalie Purcell - Lisa Wallbutton - Nonila Wharemate |

### Canoe/Kayak
| Athlète         | Compétition | Éliminatoires  | Éliminatoires | Demi-finales   | Demi-finales | Finale A       | Finale A           |
| Athlète         | Compétition | Temps          | Rang          | Temps          | Rang         | Temps          | Rang               |
| --------------- | ----------- | -------------- | ------------- | -------------- | ------------ | -------------- | ------------------ |
| Steven Ferguson | K1 500m     | 1 min 37 s 538 | 4e            | 1 min 42 s 238 | 1er          | 1 min 38 s 512 | 8e                 |
| Ben Fouhy       | K1 1000m    | 3 min 33 s 037 | 3e            | 3 min 33 s 542 | 2e           | 3 min 29 s 193 | Médaille de bronze |
| Steven Ferguson | K2 1000m    | 3 min 19 s 167 | 4e            | 3 min 23 s 511 | 2e           | 3 min 15 s 329 | 5e                 |
| Mike Walker     | K2 1000m    | 3 min 19 s 167 | 4e            | 3 min 23 s 511 | 2e           | 3 min 15 s 329 | 5e                 |

### Cyclisme
Route
| Athlète       | Compétition     | Temps         | Rang |
| ------------- | --------------- | ------------- | ---- |
| Julian Dean   | Course en ligne | 6 h 34 min 26 | 53e  |
| Glen Chadwick | Course en ligne | 6 h 39 min 42 | 81e  |

VTT
| Athlète      | Compétition              | Temps           | Rang |
| ------------ | ------------------------ | --------------- | ---- |
| Kashi Leuchs | Cross-country VTT hommes | 2 h 06 min 30 s | 24e  |

BMX
| Athlète      | Compétition | Qualifications | Qualifications | Quarts de finale | Quarts de finale | Quarts de finale | Quarts de finale | Quarts de finale | Demi-finales | Demi-finales | Demi-finales | Demi-finales | Demi-finales | Finale   | Finale |
| Athlète      | Compétition | Résultat       | Rang           | Manche 1         | Manche 2         | Manche 3         | Total            | Rang             | Manche 1     | Manche 2     | Manche 3     | Total        | Rang         | Résultat | Rang   |
| ------------ | ----------- | -------------- | -------------- | ---------------- | ---------------- | ---------------- | ---------------- | ---------------- | ------------ | ------------ | ------------ | ------------ | ------------ | -------- | ------ |
| Marc Willers | BMX hommes  | 36 s 519       | 17e            | 4                | 3                | 2                | 9                | 2e               | 8            | 7            | 8            | 23           | 8e           | -        | -      |

Piste
| Athlète         | Compétition                      | Qualification                    | Qualification                    | Demi-finales                    | Match pour le bronze              | Match pour le bronze | Finale                         | Finale            |
| Athlète         | Compétition                      | Temps Vitesse                    | Rang                             | Adversaire Temps Vitesse        | Adversaire Temps Vitesse          | Rang                 | Adversaire Temps Vitesse       | Rang              |
| --------------- | -------------------------------- | -------------------------------- | -------------------------------- | ------------------------------- | --------------------------------- | -------------------- | ------------------------------ | ----------------- |
| Hayden Roulston | Poursuite individuelle masculine | Huizenga Victoire 4 min 18 s 990 | Huizenga Victoire 4 min 18 s 990 | Phinney Victoire 4 min 19 s 232 | NC                                | NC                   | Wiggins Défaite 4 min 19 s 611 | Médaille d'argent |
| Sam Bewley      | Poursuite par équipes            | 3 min 59 s 277                   | 2e                               | Espagne Victoire 3 min 57 s 536 | Australie Victoire 3 min 57 s 776 | Médaille de bronze   | -                              | -                 |
| Westley Gough   | Poursuite par équipes            | 3 min 59 s 277                   | 2e                               | Espagne Victoire 3 min 57 s 536 | Australie Victoire 3 min 57 s 776 | Médaille de bronze   | -                              | -                 |
| Marc Ryan       | Poursuite par équipes            | 3 min 59 s 277                   | 2e                               | Espagne Victoire 3 min 57 s 536 | Australie Victoire 3 min 57 s 776 | Médaille de bronze   | -                              | -                 |
| Jesse Sergent   | Poursuite par équipes            | 3 min 59 s 277                   | 2e                               | Espagne Victoire 3 min 57 s 536 | Australie Victoire 3 min 57 s 776 | Médaille de bronze   | -                              | -                 |
| Hayden Roulston | Poursuite par équipes            | 3 min 59 s 277                   | 2e                               | Espagne Victoire 3 min 57 s 536 | Australie Victoire 3 min 57 s 776 | Médaille de bronze   | -                              | -                 |

| Athlète         | Compétition           | Points | Rang |
| --------------- | --------------------- | ------ | ---- |
| Greg Henderson  | Course aux points     | 13     | 10e  |
| Greg Henderson  | Course à l'américaine | 5      | 10e  |
| Hayden Roulston | Course à l'américaine | 5      | 10e  |

## Football

### Tournoi masculin
Classement
| Rang | Équipe           | Pts | J | G | N | P | Bp | Bc | Diff |
| ---- | ---------------- | --- | - | - | - | - | -- | -- | ---- |
| 1    | Brésil           | 9   | 3 | 3 | 0 | 0 | 9  | 0  | +9   |
| 2    | Belgique         | 6   | 3 | 2 | 0 | 1 | 3  | 1  | +2   |
| 3    | Chine            | 1   | 3 | 0 | 1 | 2 | 1  | 6  | -5   |
| 4    | Nouvelle-Zélande | 1   | 3 | 0 | 1 | 2 | 1  | 7  | -6   |

|  | Qualifié pour le deuxième tour de la compétition.                                                                            |
|  | Pts points ; J Joués ; G victoires ; N match nuls ; P défaites Bp buts marqués ; Bc buts encaissés ; Diff différence de buts |

Matchs
| 7 août 2008 | Chine                                                                  | 1 - 1   | Nouvelle-Zélande | Stade de Shenyang, Shenyang                     |                                                 |
| 19 h 45 CST | Dong Fangzhuo 88e                                                      | (0 - 0) | Brockie 53e      | Spectateurs : 41 407 Arbitrage : Martin Vázquez | Spectateurs : 41 407 Arbitrage : Martin Vázquez |
| 19 h 45 CST | « Rapport »(Archive.org • Wikiwix • Archive.is • Google • Que faire ?) |         |                  | Spectateurs : 41 407 Arbitrage : Martin Vázquez | Spectateurs : 41 407 Arbitrage : Martin Vázquez |

| 10 août 2008 | Nouvelle-Zélande                                                       | 0 - 5   | Brésil                                                           | Stade de Shenyang, Shenyang                      |                                                  |
| 17 h 00 CST  |                                                                        | (0 - 2) | Anderson 3e · Pato 33e · Ronaldinho 55e 61e (pen.) · Sóbis 90+3e | Spectateurs : 44 951 Arbitrage : Stéphane Lannoy | Spectateurs : 44 951 Arbitrage : Stéphane Lannoy |
| 17 h 00 CST  | « Rapport »(Archive.org • Wikiwix • Archive.is • Google • Que faire ?) |         |                                                                  | Spectateurs : 44 951 Arbitrage : Stéphane Lannoy | Spectateurs : 44 951 Arbitrage : Stéphane Lannoy |

| 13 août 2008 | Nouvelle-Zélande                                                       | 0 - 1   | Belgique   | Stade de Shanghai, Shanghai                 |                                             |
| 19 h 45 CST  |                                                                        | (0 - 1) | Haroun 35e | Spectateurs : 45 202 Arbitrage : Pablo Pozo | Spectateurs : 45 202 Arbitrage : Pablo Pozo |
| 19 h 45 CST  | « Rapport »(Archive.org • Wikiwix • Archive.is • Google • Que faire ?) |         |            | Spectateurs : 45 202 Arbitrage : Pablo Pozo | Spectateurs : 45 202 Arbitrage : Pablo Pozo |

### Tournoi féminin
Classement
| Rang | Équipe           | Pts | J | G | N | P | Bp | Bc | Diff |
| ---- | ---------------- | --- | - | - | - | - | -- | -- | ---- |
| 1    | États-Unis       | 6   | 3 | 3 | 0 | 1 | 5  | 2  | +3   |
| 2    | Norvège          | 6   | 3 | 2 | 0 | 1 | 4  | 5  | -1   |
| 3    | Japon            | 4   | 3 | 1 | 1 | 1 | 7  | 4  | +3   |
| 4    | Nouvelle-Zélande | 1   | 3 | 0 | 1 | 2 | 2  | 7  | -5   |

|  | Qualifié pour le deuxième tour de la compétition.                                                                  |
|  | Pts points ; G victoires ; N match nuls ; P défaites Bp buts marqués ; Bc buts encaissés ; Diff différence de buts |

Matches
| 6 août 2008 | Japon                                                                  | 2-2   | Nouvelle-Zélande                           | Stade de Qinhuangdao, Qinhuangdao                |                                                  |
| 17h00 CST   | 72e (pen.) Aya Miyama · 86e Homare Sawa                                | (0-1) | 37e Kirsty Yallop · 56e (pen.) Amber Hearn | Spectateurs : 10 270 Arbitrage : Deidre Mitchell | Spectateurs : 10 270 Arbitrage : Deidre Mitchell |
| 17h00 CST   | « Rapport »(Archive.org • Wikiwix • Archive.is • Google • Que faire ?) |       |                                            | Spectateurs : 10 270 Arbitrage : Deidre Mitchell | Spectateurs : 10 270 Arbitrage : Deidre Mitchell |

| 9 août 2008 | Nouvelle-Zélande                                                       | 0-1   | Norvège         | Stade de Qinhuangdao, Qinhuangdao              |                                                |
| 19h45 CST   |                                                                        | (0-1) | 8e Melissa Wiik | Spectateurs : 7 285 Arbitrage : Estela Alvarez | Spectateurs : 7 285 Arbitrage : Estela Alvarez |
| 19h45 CST   | « Rapport »(Archive.org • Wikiwix • Archive.is • Google • Que faire ?) |       |                 | Spectateurs : 7 285 Arbitrage : Estela Alvarez | Spectateurs : 7 285 Arbitrage : Estela Alvarez |

| 12 août 2008 | États-Unis                                                                         | 4-0   | Nouvelle-Zélande | Stade de Shenyang, Shenyang                     |                                                 |
| 19h45 CST    | 1re Heather O'Reilly · 43e Amy Rodriguez · 56e Lindsay Tarpley · 60e Angela Hucles | (2-0) |                  | Spectateurs : 12 453 Arbitrage : Dagmar Damková | Spectateurs : 12 453 Arbitrage : Dagmar Damková |
| 19h45 CST    | « Rapport »(Archive.org • Wikiwix • Archive.is • Google • Que faire ?)             |       |                  | Spectateurs : 12 453 Arbitrage : Dagmar Damková | Spectateurs : 12 453 Arbitrage : Dagmar Damková |

### Sports aquatiques

#### Natation
| Hommes - 100 m brasse - Glenn Snyders - 100 m papillon - Moss Burmester - Corney Swanepoel - 200 m papillon - Moss Burmester - 4 x 100 m nage libre - William Benson - Orinoco Faamausili-Banse - Cameron Gibson - Mark Herring - 4 x 100 m 4 nages - Daniel Bell - Dean Snyders - Corney Swanepoel (ou Moss Burmester) - Cameron Gibson | Femmes - 100 m brasse - Elizabeth Coster - Melissa Ingram - 200 m papillon - Melissa Ingram - 200 m 4 nages - Helen Norfolk - 400 m 4 nages - Helen Norfolk - 4 x 100 m nage libre - Helen Norfolk - Lauren Boyle - Hayley Palmer - Natasha Hind |

#### Natation synchronisée
- Duo
  - Lisa Daniels
  - Nina Daniels